# Il primo giorno della mia vita
Il primo giorno della mia vita è un film del 2023 diretto da Paolo Genovese.
La pellicola è l'adattamento cinematografico dell'omonimo romanzo del 2018 scritto dallo stesso regista Genovese, edito da Einaudi.
È stato presentato in concorso ai David di Donatello 2024.

## Trama
Un uomo che di mestiere fa il motivatore, un'agente di polizia, una ex ginnasta che ha perso l'uso delle gambe e un ragazzino sovrappeso.
In una notte piovosa, si trovano tutti insieme "ospiti" di un misterioso individuo che li ha recuperati un attimo prima di attuare l'ultima decisione della loro vita.

## Promozione
Il primo trailer del film è stato diffuso il 28 dicembre 2022.

## Distribuzione
Il film è stato distribuito nelle sale cinematografiche italiane a partire dal 26 gennaio 2023.

## Riconoscimenti
- 2023 - Nastro d'argento[5]
  - Candidatura per il migliore soggetto a Paolo Genovese
  - Candidatura per la migliore attrice non protagonista a Sara Serraiocco
  - Candidatura per il migliore sonoro in presa diretta a Umberto Montesanti
- 2024 - Pellicola d'oro[6]
  - Candidatura per il miglior tecnico di effetti speciali a Renato Agostini